# مانشستر يونايتد للسيدات
مانشستر يونايتد للسيدات أو نادي مانشستر يونايتد النسائي لكرة القدم هو القسم النسائي في نادي مانشستر يونايتد لكرة القدم ومقره في بروتون وتم إنشاؤه في عام 2018. وقد لعب النادي منذ إنشائه في بطولة الاتحاد الإنجليزي لكرة القدم للسيدات، وهو القسم الثاني لكرة القدم للسيدات في إنجلترا، في نهاية موسم 2018–2019 صعدت إلى الدوري الإنجليزي للسيدات.

## التاريخ
في مارس 2018، أعلن نادي مانشستر يونايتد عن تشكيل فريق نسائي، حيث تأخر النادي في كرة القدم النسائية في إنشاءه مقارنة بالأندية الإنجليزية الكبرى الأخرى. في 28 مايو 2018، تم إنشاء النادي بفضل قبول طلبه من طرف الدوري الإنجليزي الممتاز للسيدات. في 8 يونيو، أعلن النادي تعيين لاعبة المنتخب الإنجليزي سابقا كاسي ستوني مدربة للفريق. في 28 يونيو، أصبحت ويلي كيرك نائبتها.

## الشعار وزي النادي
شعار النادي مشتق من شعار مجلس مدينة مانشستر، وعلى الرغم من ذلك بقي الشعار الحالي كما هو وهو سفينة مبحرة بالكامل. الشيطان جاء من شعار النادي «الشياطين الحمر» حيث كان من برامج النادي في ستينات القرن الماضي، واندمج مع الشعار في 1970، بالرغم من أن الشعار لم يكن ظاهر على القميص حتى 1970 (إلا إذا لعبَ الفريق في نهائي كأس الاتحاد).
أُخذت صورة لنادي نيوتن هيث في 1892، ويُعتقد بأنها تُظهر اللاعبين لابسي قمصاناً باللون الأحمر والأبيض وسراويل زرقاء. لبس لاعبو النادي بين 1894 و1896 قمصاناً مميزة باللون الأخضر والذهبي، وقد استُبدلت في عام 1896 بقمصان بيضاء وسراويل زرقاء. بعد تغير اسم النادي في 1902، تغير طقم النادي بأكمله، حيث صاروا يلبسون قمصان حمراء، وسراويل بيضاء وجوارب سوداء، والذي صار زي النادي الأساسي. بعدها، أضيفت القليل من التغييرات لزي النادي حتى 1922، حتى اعتمد النادي القميص الأبيض المحاط حول عنقه حرف ڨي كبير، وهو مشابه للقميص الذي ارتدوه في نهائي كأس الاتحاد الإنجليزي 1909. وقد بقيت أجزاء من الزي الأساسي حتى 1927.

## قائمة اللاعبين

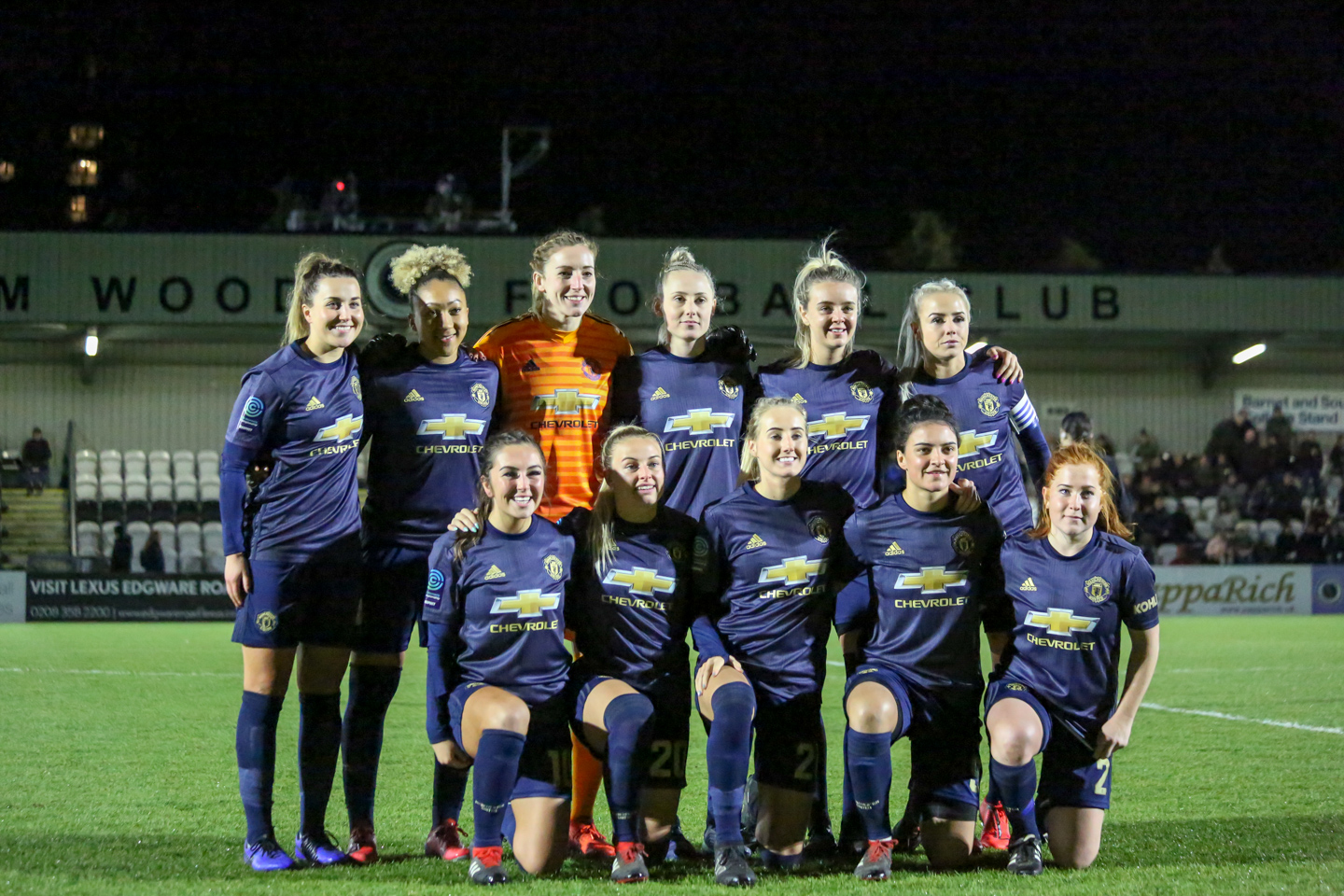
مانشستر يونايتد للسيدات ضد نادي أرسنال في فبراير 2019

آخر تحديث 27 يناير 2021.
ملاحظة: تشير الأعلام إلى المنتخب الوطني على النحو المحدد في قواعد الأهلية للفيفا. قد يحمل اللاعبون أكثر من جنسية واحدة غير تابعة للفيفا.
| الرقم | البلد    | المركز | اللاعب           |
| ----- | -------- | ------ | ---------------- |
| 27    | إنجلترا  | حارس   | ماري إيربس       |
| 32    | إنجلترا  | حارس   | صوفيا بجالي      |
| 2     | إنجلترا  | مدافع  | مارتا هاريس      |
| 3     | إنجلترا  | مدافع  | ماريا دوريسدوتيل |
| 5     | إنجلترا  | وسط    | أويف مانيون      |
| 6     | إنجلترا  | وسط    | هانا بلاندل      |
| 7     | إنجلترا  | مهاجم  | إيلا توون        |
| 8     | النرويج  | وسط    | ڤيلدبور ريسا     |
| 9     | إسكتلندا | مهاجم  | مارتا توماس      |
| 10    | إنجلترا  | وسط    | كاتي زيليم       |
| 11    | إنجلترا  | مهاجم  | ليا جالتون       |
| 12    | ويلز     | وسط    | هايلي لاد        |

| الرقم | البلد           | المركز | اللاعب        |
| ----- | --------------- | ------ | ------------- |
| 13    | البرازيل        | مهاجم  | إيفانا فوسو   |
| 14    | جمهورية أيرلندا | مدافع  | ديان كالدويل  |
| 15    | هولندا          | وسط    | جاكي جرونين   |
| 17    | إسبانيا         | مدافع  | أونا باتل     |
| 18    | إسكتلندا        | مهاجم  | كريستي هانسون |
| 19    | إنجلترا         | وسط    | جيد مور       |
| 20    | إسكتلندا        | مدافع  | كريستي سميث   |
| 21    | إنجلترا         | مدافع  | ميلي تورنر    |
| 22    | إنجلترا         | حارس   | فران بينتلي   |
| 23    | إنجلترا         | مهاجم  | أليسيا روسو   |
| 24    | إنجلترا         | وسط    | كاري جونز     |

## الطاقم الفني

### الكادر الفني الحالي
| المنصب               | الطاقم      |
| -------------------- | ----------- |
| المدير الفني         | مارك سكينر  |
| مساعد المدرب         | مارتن هو    |
| مدرب حراس المرمى     | إيان ويلكوك |
| مدرب اللياقة البدنية | تومي مونداي |

## الإنجازات
- الدوري الإنجليزي الدرجة الثانية: 2018–19[11]